# Dryopteris erythrosora
Espèce
Synonymes
- Aspidium erythrosorum D. C. Eaton[2]

Dryopteris erythrosora est une fougère ornementale originaire de l'est de l'Asie (Chine, Corée, Japon).